# Harpudden
Harpudden är en udde i Finland. Den ligger i Borgå i landskapet Nyland, i den södra delen av landet, 50 km öster om huvudstaden Helsingfors.
Terrängen inåt land är platt.  Närmaste större samhälle är Borgå, 9,6 km nordväst om Harpudden. 